# Быстроразъёмное соединение
Быстроразъёмное соединение — элемент соединения шлангов, рукавов, различных частей промышленного оборудования, позволяющее произвести быстрое соединение энерго-контуров (сред). Могут быть изготовлены из различных материалов (алюминий, нержавеющая сталь, латунь, титан, бронза, различные металлические сплавы, различные пластиковые композиции). Различают БРС со свободным проходом (без клапанов), с клапаном с одной стороны (одностороннее запирание) и с клапанами с двух сторон (двустороннее запирание).
Весь рынок быстроразъёмных соединений делится на 2 большие части. 80% — это БРС выполненные по стандартам ISO. В этом случае производитель не важен, все БРС взаимозаменяемые: к примеру, муфта может быть от производителя из Европы, а ниппель — из Азии. Преимуществом ISO БРС является дешевизна, наличие на складах у многих поставщиков. Недостатки: практически 100-процентное снятие гарантии производителя при использовании одной части БРС с ответными частями других производителей. Ещё 20% БРС — быстроразъёмные соединения, выпускаемые под собственным брендом производителя, имеющие уникальную конструкцию, позволяющую использовать муфты и ниппели БРС лишь данного производителя. Преимущества: как правило, повышенная надёжность продукции, возможность рекламаций в случае поломки. Недостаток: нет аналогичных соединений у других производителей, лишь альтернативные решения.

## Конструкция БРС

### Принцип действия
Быстроразъёмное соединение состоит из двух частей: Встречаются различные названия для этих частей. В большинстве случаев применяются названия «муфта» и «ниппель», в обиходе их также называют «мамой и папой». Также существуют названия: «розетка и вилка», «полумуфта и адаптер». В свою очередь в английском языке часто называют: «socket» и «plug», «coupling» и «adaptor», «male» и «female» и др.
Стандартная муфта состоит из:
- корпуса;
- механизма фиксации (стопорная втулка и зажимные шарики);
- обратного клапана (запорная пружина или пружинное стопорное кольцо);
- эластомерных уплотнителей, находящихся в корпусе;
- отдельного или интегрированного адаптера присоединения.

Стандартный ниппель состоит из:
- корпуса;
- обратного клапана;
- отдельного или интегрированного адаптера присоединения;
- эластомерного уплотнителя соединительного элемента.

Принцип действия:
- отжать стопорную втулку на муфте в сторону адаптера — за счет этого зажимные шарики внутри муфты утапливаются и позволяют легко вставить муфту в ниппель
- вставить муфту с отжатой втулкой в ниппель до упора
- отпустить стопорную втулку — происходит фиксация ниппеля в муфте за счёт смещения зажимных шариков в канавку на корпусе ниппеля
- при этом одновременно происходит открытие обратных клапанов БРС.

Разъединение БРС происходит в обратном порядке. Как правило, необходимо обеспечить подвижность хотя бы одной части БРС путём подключения к шлангу.
Примечание: широко распространены механизмы фиксации БРС, когда не требуется отжимать стопорную втулку на муфте. В этом случае БРС имеет автоматическую фиксацию — достаточно просто вставить ниппель в муфту, все соединение возможно производить с помощью одной руки (в англ. — one hand operation).

### Используемые материалы
На длительность эксплуатации БРС большое влияние оказывают используемые материалы. Факторами выбора материалов корпуса и клапана, вида обработки поверхностей, и соответствующих уплотнителей являются:
- вид рабочего вещества (среды, энергоносителя);
- максимальное рабочее давление;
- диапазон рабочей температуры;
- условия эксплуатации (запылённость, повышенная влажность, низкие температуры.

Корпуса быстроразъёмных соединений, адаптеры, обратные клапаны и стопорные втулки производятся из многих видов металлов, таких как сталь, медь, алюминий, нержавеющая сталь, а также из различных полимерных материалов: полиимида, полипропилена, ПВДФ и др., обладающих характеристиками, соответствующими конкретной области применения.
Для придания антикоррозийных свойств используются такие методы обработки как гальванизация, полировка, никелирование, хромирование, химическое осаждение никелевого покрытия, анодирование и нанесение твёрдых покрытий.
Постоянно проводятся испытания новых методов защиты поверхности БРС. Как пример — БРС для систем охлаждения электроники из алюминия (анодирование внешних поверхностей с напылением твёрдых частиц на внутренней рабочей поверхности). В этом случае анодированию подвергаются лишь некритические компоненты. Главный процесс, который используется, называется «нанесение твёрдых покрытий». Фактически он лишь наполовину состоит в нанесении материала на поверхность компонента. Вторая половина — это изменение самой поверхности компонента на глубину 25 мкм. Таким образом- твёрдое покрытие становится неотъемлемой частью кристаллической структуры компонента. Обычное нанесение покрытий подразумевает лишь нанесение дополнительного слоя материала на поверхность. По сравнению с керамическими покрытиями внутренней поверхности БРС данное покрытие более долговечно в жёстких условиях работы.
В основном пружины, шарики изготавливаются из нержавеющей стали из-за устойчивости материала к коррозии. Для агрессивных сред применяется стекло, синтетические материалы (например ПВДФ) или оксидная керамика.

### Уплотнения
В стандартных БРС используются кольцевые эластомерные уплотнители. Эластомеры при температуре, меньшей температуры разложения, представляют собой сетчатые полимерные материалы (вулканизированные), которые при температуре меньше −50 °C становятся твёрдыми как стекло и не проявляют вязко-текучих свойств при высокой температуре (до температуры разложения 100—250 °C). При этом при температурах, меньших температуры разложения, в частности при комнатных температурах, они проявляют эластичность свойственную каучуку . Основным сырьём для производства эластомеров является каучук.
Характеристики эластомеров:
- низкая проницаемость для газообразных веществ;
- устойчивость к старению и износу;
- эластичность при низких температурах;
- упругость;
- обеспечение постоянного давления;
- устойчивость к высоким температурам и разбуханию.

Эластомеры обладают химической стойкостью к таким веществам, как масло, топливо, низко концентрированные кислоты и щёлочи, соляные растворы, вода различного качества, некоторые виды газа и растворители.
Очень часто применяется нитрил-бутадиеновый каучук (NBR), который позволяет изменять свойства конечного материала в широком диапазоне посредством использования различных акрила-нитрильных компонентов (содержания акрилонитрила).
Также зачастую используются фторэластомеры-FKM (FPM) или витон. К настоящему моменту разработано множество типов этих материалов, которые позволяют получить свойства, необходимые в конкретной области применения. Если указанные выше уплотнители не обладают достаточным сопротивлением к воздействию каких-либо веществ, нередко используются материалы на основе этилен-пропилен-диен мономера — EPDM. Благодаря грамотному применению характеристик эластомерной основы, область возможного применения БРС значительно расширяется. Особое внимание привлекают перфторкаучуки. Их сопротивление воздействию химических веществ почти не уступает соответствующему показателю ПТФЭ (PTFE), но при этом обеспечиваются эластичные свойства, характерные для эластомеров.

## Применение в отраслях промышленности

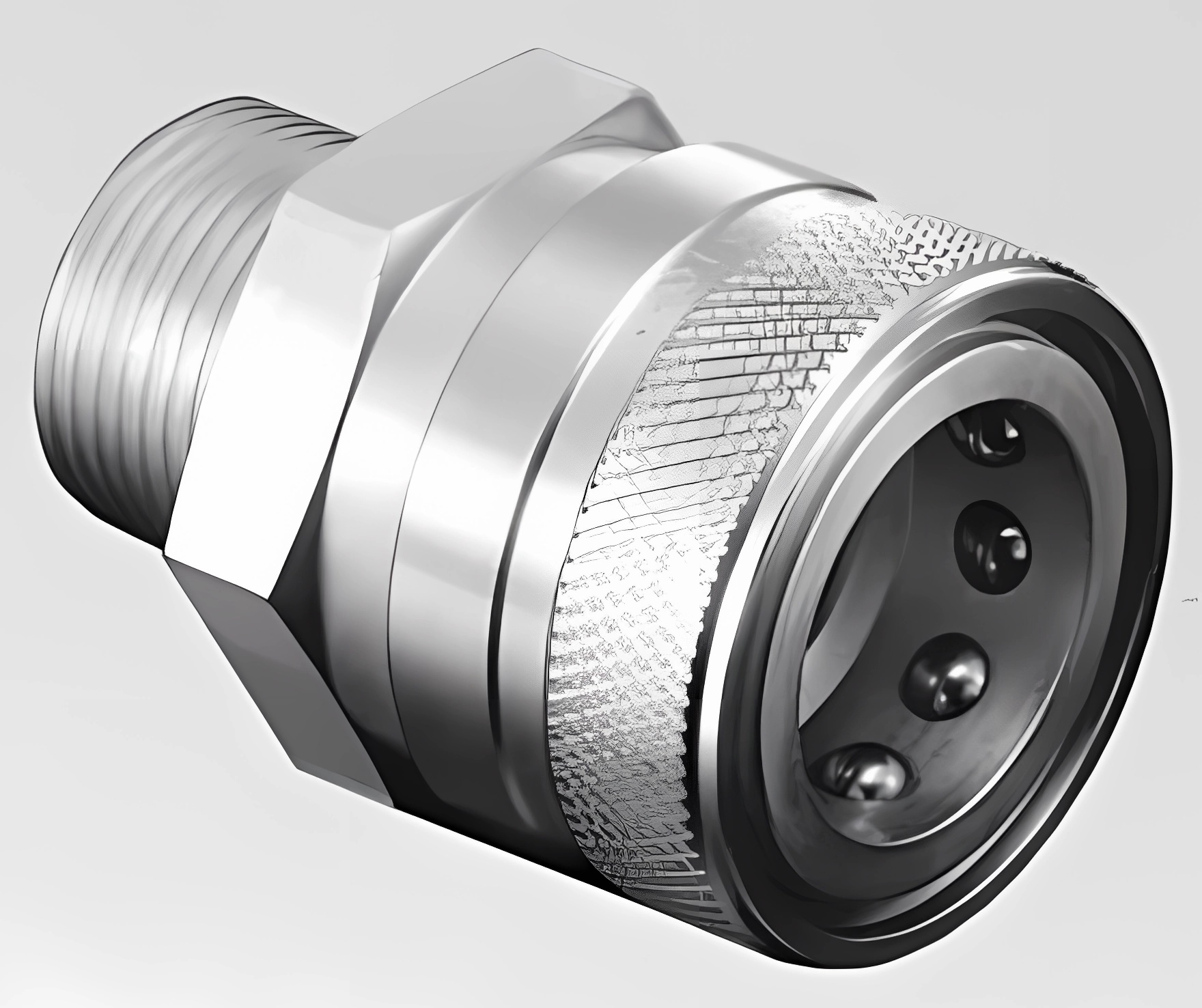
Внешняя муфта БРС стандарта ISO («мама»), используется в автосервисах

### Автомобильная промышленность
- системы распределения энергии
- смена инструментов для роботов на производственной линии
- подключение пневматических инструментов (гайковёртов, продувочных пистолетов, окрасочных пистолетов, шлифовальных машинок, дрелей и др.)
- заправка технологических жидкостей (тормозная жидкость, охлаждающая жидкость)
- заправка климатических установок (заправка хладагентом)
- стендовые и тестовые испытания узлов и агрегатов

### Оборонная и авиационная промышленность
- охлаждение электроники
- подача воздуха, пригодного для дыхания
- подача гидравлической жидкости
- контуры систем жизнеобеспечения экипажа
- цепи замеров давления

### Альтернативные источники энергии
- заправка транспортных средств природным или сжиженным нефтяным газом
- заправка жидким или газообразным водородом
- соединители для фотогальванических элементов солнечных батарей
- системы охлаждения и гидравлики приводов ветряных станций

### Транспортное машиностроение
- стыковочные узлы морских и речных судов
- опорожнение морских цистерн
- подключение систем охлаждения и гидравлики

### Железнодорожный транспорт
- соединительные системы для поездов, метро и трамваев
- связь тележек, вагонов и локомотивов
- замеры давления
- опорожнение и заполнение вагонов-цистерн
- тормозные системы
- гидравлические системы
- охлаждение электроники двигателей
- опорожнение и заполнение масляных резервуаров

### Химическая промышленность
- отбор проб и образцов
- опорожнение и заполнение бочек
- забор топливно-энергетических ресурсов
- подача и транспортировка чистых газов
- сжатый воздух на установках технологического процесса

### Медицинская техника
- подключение контуров с медицинскими газами: кислород, закись азота, воздух в машинах скорой помощи, в палатах интенсивной терапии
- подача растворов в гемодиализных установках, в аппаратах «искусственная почка»
- контуры охлаждения компьютерных томографов

### Металлургическая промышленность
- подсоединение газов к литейным ковшам
- подсоединение газов к узлу резки МНЛЗ
- гидравлика для домкратов
- подключение гидравлики на калибровочных стендах
- подача высокого давления в гидравлические цилиндры прокатных станов
- подача смазки подушек на прокатных станах

### Полимерная индустрия
- соединение контуров терморегулирования пресс-форм для ТПА
- подключение пневматических и гидравлических толкателей для пресс-форм

### Строительная индустрия
- подача бетона, растворов
- подключение пневматического инструмента

### Горно-добывающая отрасль
В шахтах и на карьерах применяются быстроразъемные соединения БРС для быстрого соединения и разъединения стальных трубопроводов номинальным диаметром от 50 до 400 мм с рабочим давлением до 32 МПа.
Особенностью конструкции данных быстроразъемных соединения является шарнирный хомут, плотно соединяющий между собой фланцы, привариваемые к концам труб, а также самоуплотняющееся от воздействия рабочей среды эластичное кольцо. Области применения:
- подача пульпы бетонной, растворов
- цементация обводнённых горных пород
- подача воздуха в шахты
- подключение пневматического инструмента
- присоединение оборудования (гидромониторов, насосов, углесосов) и др.
- откачка грунтовых вод из районов затопления, шахт, карьеров.

## Виды быстроразъемного соединения
- Бруммеля крюк
- Квик-каплер
- клиновой
- болтовой
- под фланец ПНД